# Penelope Lively
Penelope Lively (Il Cairo, 17 marzo 1933) è una scrittrice britannica di narrativa per bambini e adulti. Acclamata dalla critica, è stata finalista del Booker Prize per tre volte, vincendolo nel 1987 per il romanzo Incontro in Egitto.
Il suo vero nome è Penelope Low.

## Biografia
Dama dell'Impero britannico, è nata al Cairo nel 1933. Ha trascorso la prima infanzia in Egitto, per poi venire mandata in collegio in Inghilterra, all'età di dodici anni. Ha studiato storia moderna presso il St Anne's College di Oxford finendo per vivere stabilmente nel Regno Unito. 

## Vita privata
Vedova dal 1998, ha un figlio, Adam (scrittore anche lui) e una figlia, Josephine.

## Opere

### Narrativa per ragazzi
- Astercote, il villaggio scomparso (Astercote) (1970) Mondadori, 1988
- The Whispering Knights (1971)
- Ombre del passato (The Driftway) (1972) Mondadori, 1995
- Il fantasma di Thomas Kempe (The Ghost of Thomas Kempe) (1973) - medaglia Carnegie. Salani, 1988
- La casa dal grande giardino (The House in Norham Gardens) (1974) Mondadori, 1989
- Un viaggio indimenticabile (Going Back) (1975) Mondadori, 1992
- Boy Without a Name (1975)
- L'estate in cui tutto cambiò (A Stitch in Time) (1976), Guanda, 2013 - vincitore del Whitbread Award
- The Stained Glass Window (1976)
- Fanny's Sister (1976)
- Il viaggio della QV 66 (The Voyage of QV66) (1978) Mondadori, 1990
- Fanny e i mostri (Fanny and the Monsters) (1978) Mondadori, 1991
- Fanny and the Battle of Potter's Piece (1980)
- The Revenge of Samuel Stokes (1981)
- Alieni a lieto fine (Uninvited Ghosts and other stories) (1984) Salani, 1992
- Dragon Trouble (1984)
- Debbie e il piccolo diavolo (Debbie and the Little Devil) (1987) Mondadori, 1994
- A House Inside Out (1987)
- Princess by Mistake (1993)
- Judy and the Martian (1993)
- The Cat, the Crow and the Banyan Tree (1994)
- Good Night, Sleep Tight (1995)
- Two Bears and Joe (1995)
- Staying with Grandpa (1995)
- A Martian Comes to Stay (1995)
- Lost Dog (1996)
- One, Two, Three...Jump! (1998)
- In Search of a Homeland: The Story of The Aeneid (con illustrazioni di Ian Andrew, 2001)
- The House in Norham Gardens (2004)

### Narrativa per adulti
- The Road to Lichfield (1977) - finalista al Booker Prize
- Nothing Missing but the Samovar, and other stories (1978) - vincitore del Southern Arts Literature Prize
- Treasures of Time (1979) - vincitore dell'Arts Council National Book Award
- Il giudizio (Judgement Day) (1980) SEI, 1981
- Next to Nature, Art (1982)
- Perfect Happiness (1983)
- Corruption, and other stories (1984)
- Amori imprevisti di un rispettabile biografo (According to Mark) (1984) - finalista al Booker Prize
- Pack of Cards, Stories 1978-86 (1986) Guanda, 2011
- Una spirale di cenere (Moon Tiger) (1987) - vincitore del Booker Prize, finalista del Whitbread Award. De Agostini, 1988. Guanda, 2005 con il titolo Incontro in Egitto
- Passing On (1989)
- City of the Mind (1991)
- La sorella di Cleopatra (Cleopatra's Sister) (1993) Guanda, 2007
- Un'ondata di caldo (Heat Wave) (1996) Guanda, 2006
- Appunti per uno studio del cuore umano (Spiderweb) (1998) Guanda, 2009
- La fotografia (The Photograph) (2003) Guanda, 2004
- Making it up (2005)
- Tre vite (Consequences) (2007) Guanda, 2008
- Un posto perfetto (Family Album) (2009) Guanda, 2010
- È iniziata così (How It All Began) (2011) Guanda, 2012

### Saggistica
- The Presence of the Past: An introduction to landscape history (1976)
- Oleander, Jacaranda: a Childhood Perceived (1994)
- A House Unlocked (2001)